# Ouvrouer-les-Champs
Ouvrouer-les-Champs is een gemeente in het Franse departement Loiret (regio Centre-Val de Loire) en telt 380 inwoners (1999). De plaats maakt deel uit van het arrondissement Orléans.

## Geografie
De oppervlakte van Ouvrouer-les-Champs bedraagt 10,5 km², de bevolkingsdichtheid is 36,2 inwoners per km².
De onderstaande kaart toont de ligging van Ouvrouer-les-Champs met de belangrijkste infrastructuur en aangrenzende gemeenten.

## Demografie
Onderstaande figuur toont het verloop van het inwonertal (bron: INSEE-tellingen).

1. ↑  Populations de référence 2022.